# Nagaon
Nagaon (o Nowgong nella vecchia grafia coloniale) è una suddivisione dell'India, classificata come municipal board, di 107.471 abitanti, capoluogo del distretto di Nagaon, nello stato federato dell'Assam. In base al numero di abitanti la città rientra nella classe I (da 100.000 persone in su).

## Geografia fisica
La città è situata a 26° 21' 0 N e 92° 40' 0 E e ha un'altitudine di 54 m s.l.m.

## Società

### Evoluzione demografica
Al censimento del 2001 la popolazione di Nagaon assommava a 107.471 persone, delle quali 56.888 maschi e 50.583 femmine. I bambini di età inferiore o uguale ai sei anni assommavano a 11.022, dei quali 5.632 maschi e 5.390 femmine. Infine, coloro che erano in grado di saper almeno leggere e scrivere erano 82.950, dei quali 46.129 maschi e 36.821 femmine.